# Mellt
Mellt ist eine Sagengestalt aus den walisischen Vier Zweigen des Mabinogi sowie den walisischen Triaden.
Mellt tritt in den Mythen nicht als eigene Sagengestalt auf, sondern lediglich als Vater des Mabon ab Mellt. Hierbei ist es unklar, ob es sich bei diesem zugleich um Mabon fab Modron handelt. In diesem Falle wäre Mellt zudem Gatte der Modron.
Etymologisch wird Mellt auf das kymrische mellt („Blitz“, mit der indogermanischen Wurzel *meldhna) zurückgeführt und könnte so sogar gar keine eigenständige Sagengestalt sein, sondern auf einen mystischen Ursprung des Sohns Mabon hinweisen. Ifor Williams hingegen sieht in dem Namen die Bedeutung „mild, sanft“ aufgrund der indogermanische Wurzel *meldo. Dies wiederum lässt Rückschlüsse auf das irische Mag Mell zu, der Ebene der Freude, einem Ort der keltischen Anderswelt.